# Konopnîțea, Pustomîtî
Konopnîțea (în ucraineană Конопниця) este o comună în raionul Pustomîtî, regiunea Liov, Ucraina, formată numai din satul de reședință.

## Demografie
Componența lingvistică a comunei Konopnîțea
     Ucraineană (99,47%)
     Alte limbi (0,53%)
Conform recensământului din 2001, majoritatea populației comunei Konopnîțea era vorbitoare de ucraineană (99,47%), existând în minoritate și vorbitori de alte limbi.